# Wegberg
Wegberg – miasto w Niemczech, w kraju związkowym Nadrenia Północna-Westfalia, w rejencji Kolonia, w powiecie Heinsberg.

## Współpraca
Miejscowość partnerska:
- Maaseik, Belgia